# سحاب ثديي

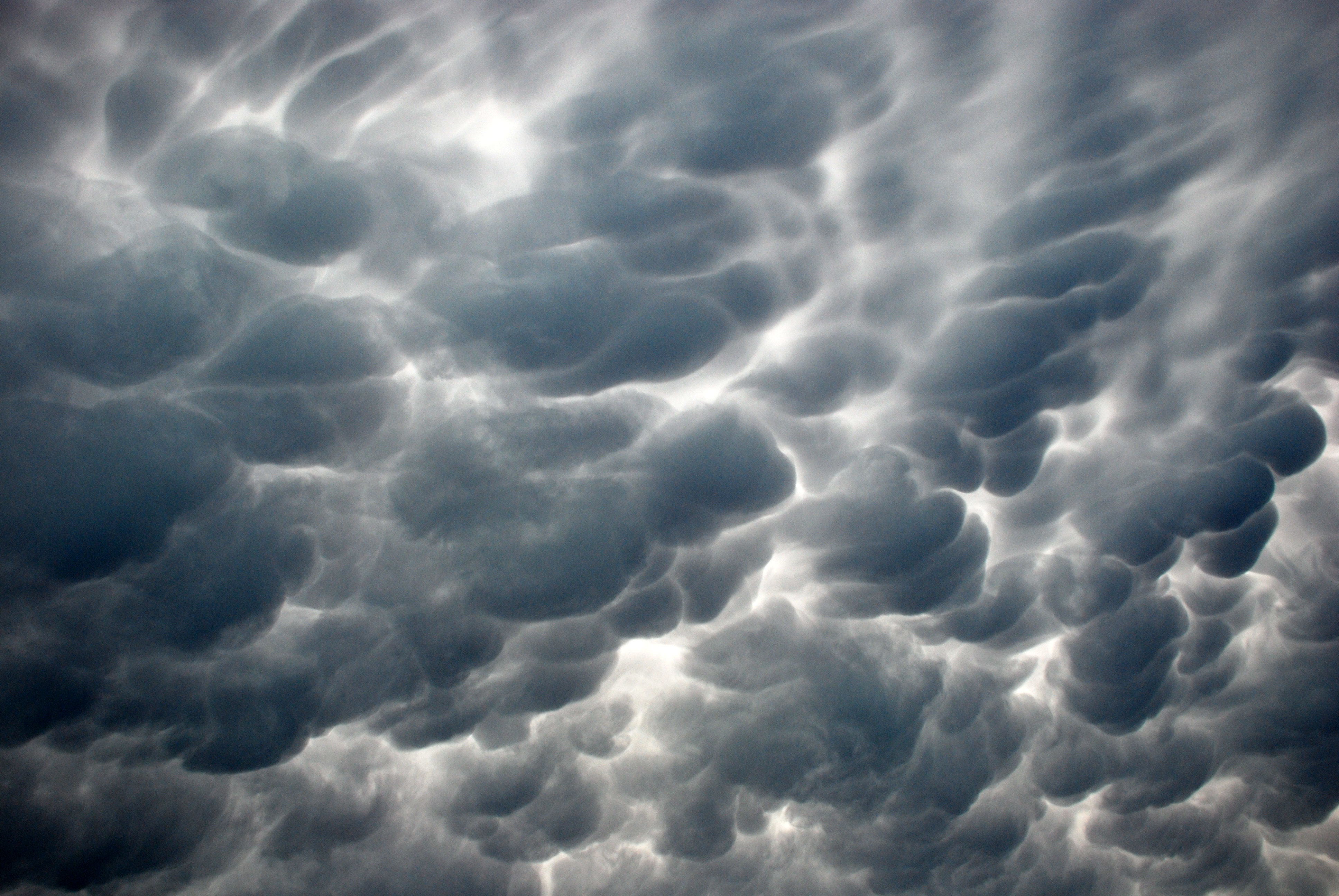
سحب ثديية في سان أنطونيو، تكساس، 2009

سحاب ثديِيّ أو سحاب ضرعي (بالإنجليزية: Mammatus cloud أو Mamma)‏، مصطلح في علم الأرصاد الجوية يطلق على الشكل الخلوي لتجعدات أو رزم تحت سحابة أساسية. أخذ هذا السحاب اسمي الثديي أو الضرعي نظراً لشكلها المميز والذي يشبه ثدي البقرة. وكلمة ماماتوس هي كلمة لاتينية الأصل تعني "ثدي".
هذه السحب لا تشكل خطراً ولا تنبئ بقدوم أعاصير وهي في العادة تتحلل بعد بضعة ساعات أو أيام. وتلعب الرياح دوراً مهماً في تشكل السحب وتنوع أشكالها وصورها، ومن الصور التي قد تُشكلها حركة الرياح السُحب الثديية؛ وهي سُحب على هيئة أثداء البقر، وقد تكون كذلك على هيئة أنابيب طولية أو أنصاف كور متجاورة أو كتموجات الشعر، وقد تتشكل بصورتين في نفس الوقت.
وتبدو هذه السحب مرعبة الشكل، وهي أغرب أنواع السحب التي قد يشاهدها الإنسان في حياته، وهناك أكثر من 10 نظريات لعلماء مختلفين تحاول تفسير ظهور مثل هذا النوع من السحب.

## صور

سحب ثديية
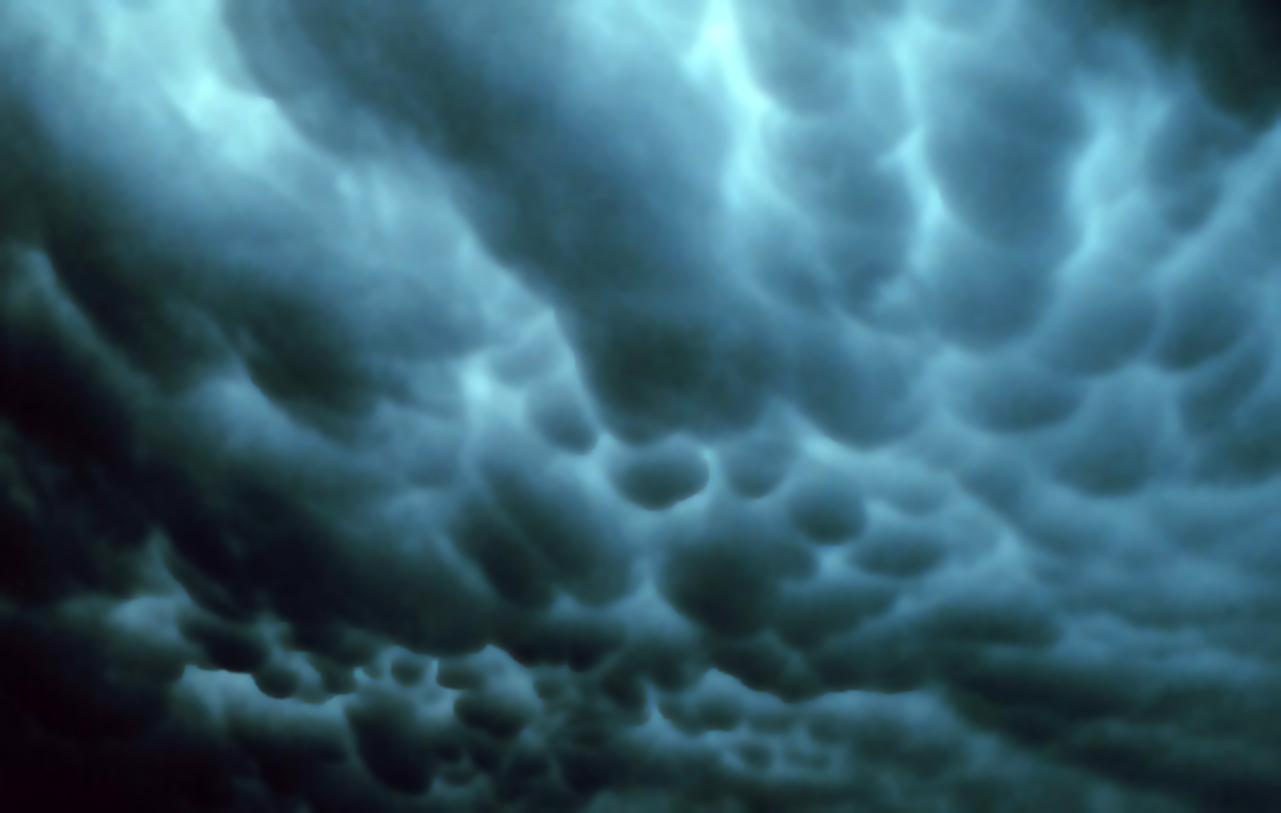
تولسا، أوكلاهوما، 1973
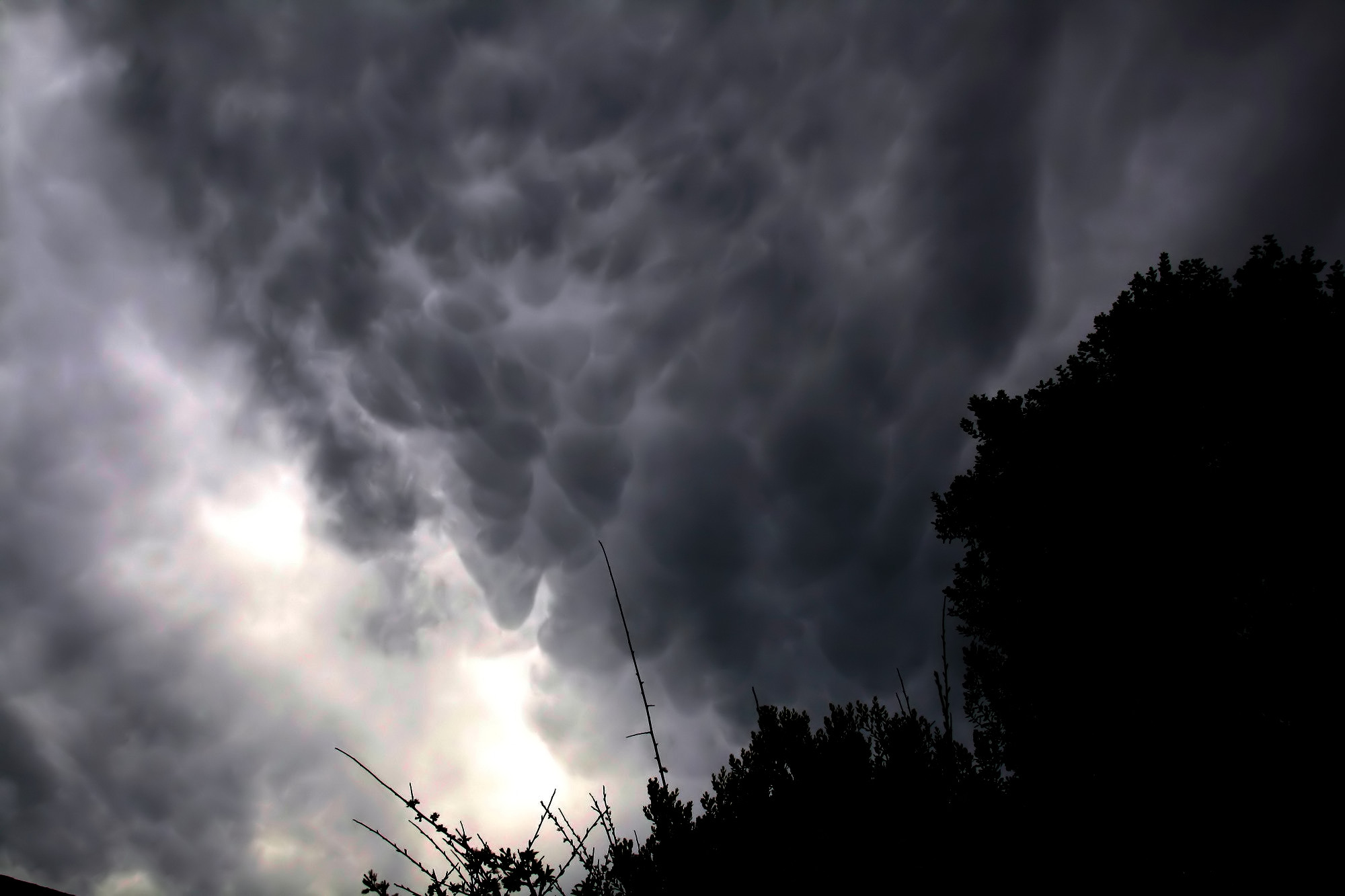
سان فرانسيسكو، كاليفورنيا
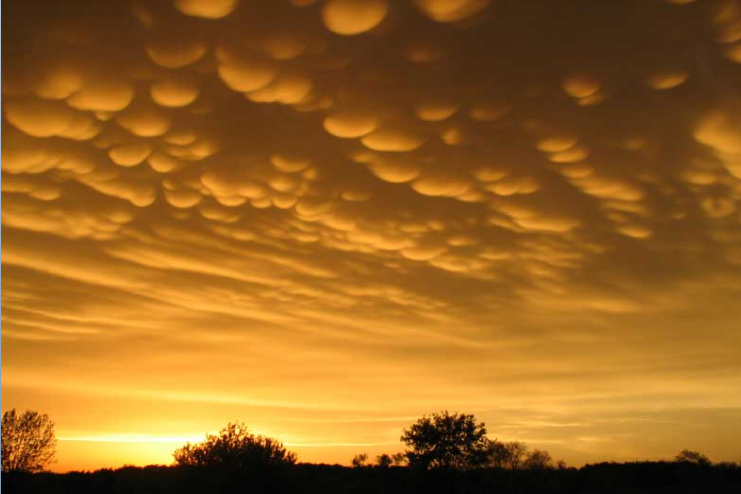
مينيسوتا
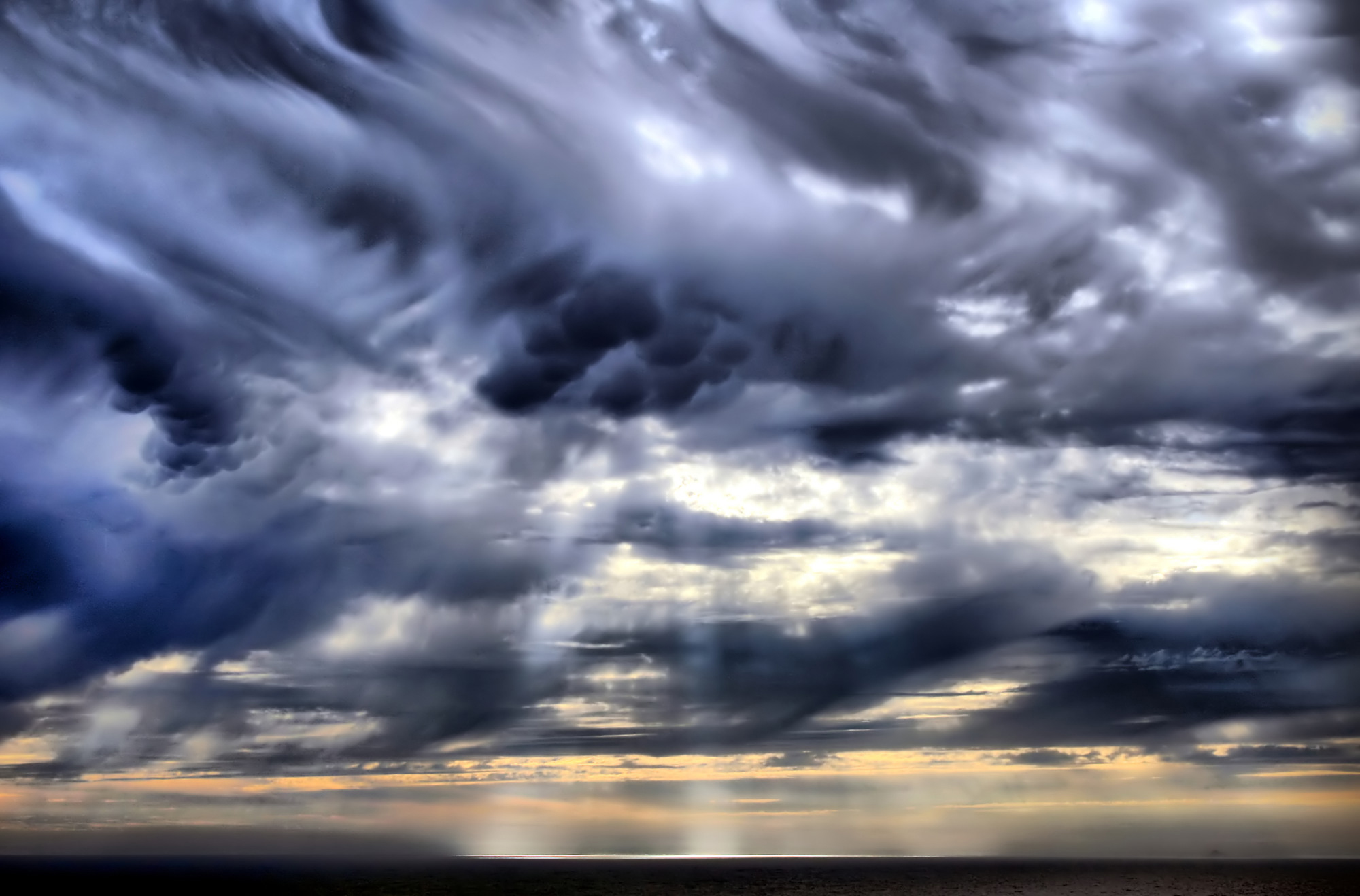
خليج سان فرانسيسكو
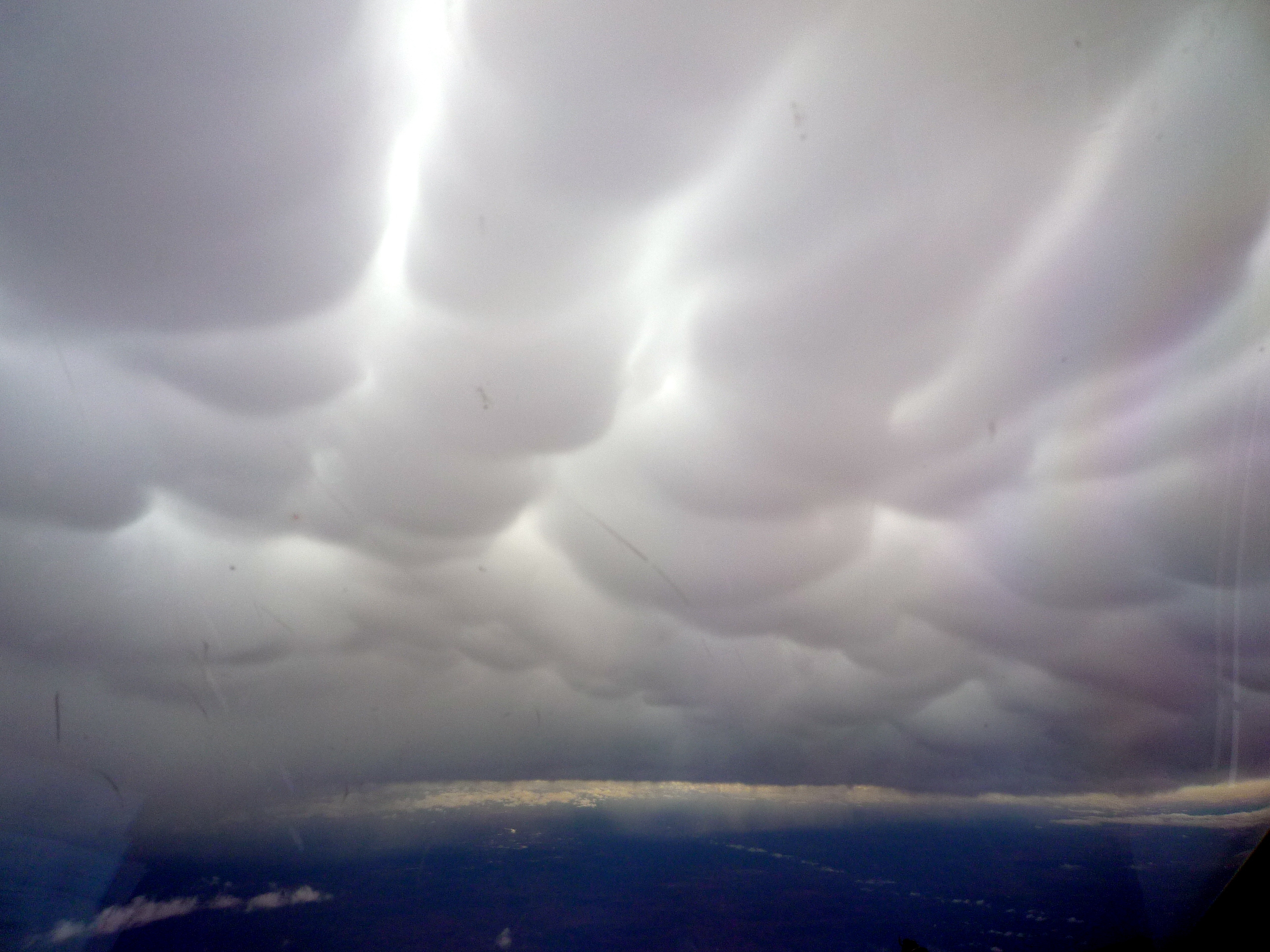
نيوساوث ويلز، أستراليا